# مؤسسه مالی و اعتباری
مؤسسه‌های اعتباری نهادهای اقتصادی غیردولتی و عمومی در ایران هستند که با موافقت اصولی بانک مرکزی تأسیس می‌شوند و به عملیات بانکی مشغول هستند.
حداقل سرمایهٔ لازم برای تأسیس مؤسسهٔ اعتباری در ایران 15000 میلیارد تومان است.
بنابر آیین‌نامهٔ مصوب ۴ بهمن ۱۳۹۳ هیئت دولت، مؤسسه‌های اعتباری پس از گرفتن موافقت اصولی بانک مرکزی باید در سه مرحله از بانک مرکزی مجوز بگیرند (مجوز اولیه، مجوز تأسیس، مجوز فعالیت). اما در عمل تعداد زیادی از این مؤسسه‌ها، بدون داشتن مجوز بانک مرکزی، در سطح کشور به‌صورت غیرقانونی فعالیت و همچنین اقدام به تبلیغ خود می‌کرده‌اند و بانک مرکزی هم اعلام کرد که هیچ مسئولیتی در قبال سپرده‌های مؤسسه‌های اعتباری بدون مجوز ندارد. در حال حاضر اشتغال به عملیات بانکی توسط اشخاص حقیقی یا حقوقی تحت هر عنوان و تأسیس و ثبت هرگونه تشکل برای انجام عملیات بانکی، بدون دریافت مجوز از بانک مرکزی جمهوری اسلامی ایران ممنوع است.
بانک مرکزی ایران، مؤسسه اعتباری را مؤسسه‌ای می‌داند که از طریق جذب سپرده‌های مجاز بانکی (به استثناء سپرده قرض الحسنه جاری)، گرفتن تسهیلات و استفاده از سایر ابزارهای مالی به تجهیز منابع مبادرت نموده و این منابع را به اعطای تسهیلات اعتباری اختصاص داده یا به هر نحو دیگری به تشخیص بانک مرکزی، واسطه بین عرضه‌کنندگان و متقاضیان منابع مالی باشد.
بیشتر مؤسسات اعتباری برخلاف بانک‌های خصوصی و دولتی، پیش از قانون تنظیم بازار غیر متشکل پولی مصوب سال ۱۳۸۳ و با اخذ مجوز از سایر نهادها مانند وزارت تعاون، کشور، نیروی انتظامی و … ایجاد شده‌اند.

## مؤسسه‌های اعتباری با مجوز بانک مرکزی جمهوری اسلامی ایران
- مؤسسه اعتباری توسعه
- مؤسسه اعتباری ملل
- مؤسسه اعتباری نور
- مؤسسه اعتباری کاسپین[۶]

## اقدامات بانک مرکزی جهت ساماندهی و تجمیع مؤسسه‌های مالی و اعتباری
بانک مرکزی جمهوری اسلامی ایران از اسفند ۱۳۸۹ برای ساماندهی بازار پولی کشور، اقداماتی از جمله ادغام برخی از مؤسسه‌های مالی و تعاونی‌های اعتباری بدون مجوز، تبدیل مؤسسه‌های مالی بزرگ به بانک، و همچنین انتشار فهرستی با عنوان «مؤسسه‌های مالی و اعتباری در شرف تأسیس» انجام داد.

### فهرست اولیه مؤسسات ادغامی و در شرف تأسیس
بانک مرکزی جمهوری اسلامی ایران در اسفند ۱۳۸۹ اعلام کرد به‌دنبال ساماندهی بازار غیرمتشکل پولی، قصد ساماندهی و تجمیع تعاونی‌های اعتباری آزاد را دارد و تعاونی‌های اعتباری تجمیع‌شده زیر، به‌عنوان مؤسسه مالی و اعتباری در شرف تأسیس، با استقرار ناظر مقیم از طرف بانک مرکزی مجاز به ادامه فعالیت خواهند بود:
- مؤسسه مالی و اعتباری باران، در شرف تأسیس
- مؤسسه مالی و اعتباری ثامن الحجج، در شرف تأسیس
- مؤسسه مالی و اعتباری پیشگامان یزد، در شرف تأسیس
- مؤسسه مالی و اعتباری صالحین، در شرف تأسیس
- مؤسسه مالی و اعتباری عسکریه، در شرف تأسیس
- مؤسسه مالی و اعتباری فردوسی، در شرف تأسیس
- مؤسسه مالی و اعتباری قوامین، در شرف تأسیس
- مؤسسه مالی و اعتباری کارسازان آینده، در شرف تأسیس
- مؤسسه مالی و اعتباری مولی الموحدین، در شرف تأسیس
- مؤسسه مالی و اعتباری حافظ، در شرف تأسیس
- تعاونی اعتبار میزان (مستقل)[۱۰]
- مؤسسه اعتباری ثامن (وابسته به بنیاد تعاون سپاه پاسداران)

در مرداد ماه سال ۱۳۹۰، بانک مرکزی ایران در اطلاعیه‌ای، نام ۳ مؤسسه مالی و اعتباری دیگر را به فهرست اولیه اضافه کرد:
- مؤسسه مالی و اعتباری مهر (بسیجیان)
- مؤسسه اعتباری کوثر (وابسته به وزارت دفاع و پشتیبانی نیروهای مسلح)[۱۲]
- مؤسسه مالی و اعتباری ریحانه گستر مشیز
- در این فهرست نام مؤسسه مالی و اعتباری باران دیده نمی‌شود و به‌جای آن مؤسسه مالی و اعتباری فرشتگان قرار دارد.

### فهرست جدید مؤسسات در شرف تأسیس
در فروردین ۱۳۹۲، معاونت نظارت بانک مرکزی طی نامه‌ای، فهرست جدیدی از مؤسسه‌های مالی و اعتباری دارای مجوز را اعلام کرد:
- مؤسسه اعتباری آرمان، در شرف تأسیس: از ادغام مؤسسات مالی و اعتباری فرشتگان، فردوسی و افضل توس با همدیگر تشکیل شد.[۱۵][۱۶][۱۷]
- مؤسسه اعتباری ثامن‌الحجج، در شرف تأسیس
- مؤسسه اعتباری ملل، در شرف تأسیس
- مؤسسه اعتباری کوثر، در شرف تأسیس
- مؤسسه اعتباری نور، در شرف تأسیس: از ادغام مؤسسات مالی و اعتباری پیشگامان، کارسازان آینده و ریحانه گستر مشیز با همدیگر تشکیل شد.[۱۵][۱۶][۱۷]

### حذف نام مؤسسات اعتباری در شرف تأسیس از وبگاه بانک مرکزی و بعد از آن
با توجه به عدم انجام اقدامات جدی از سوی مؤسسات در شرف تأسیس و طولانی‌شدن فرایند اخذ مجوز این نهادها، بانک مرکزی در تاریخ ۱۸/۱۰/۱۳۹۲ نام مؤسسات اعتباری در شرف تأسیس را از پایگاه اطلاع‌رسانی خود حذف نمود. بانک مرکزی اعلام کرد که پس از تکمیل تشریفات اداری و اخذ مجوز، اسامی این مؤسسه‌ها مجدداً بر روی پایگاه اطلاع‌رسانی قرار خواهد گرفت.
در دی ماه ۱۳۹۲ اعلام شد که مؤسسه مالی و اعتباری افضل توس از مؤسسه اعتباری در شرف تأسیس آرمان خارج شده‌است و مؤسسه‌های مالی و اعتباری فرشتگان و فردوسی (دو عضو دیگر شکل‌دهنده مؤسسه آرمان) برای ادامه روند تکمیل پرونده و سرعت‌بخشی به پروسه ادغام، بدون حضور مؤسسه افضل توس وارد مذاکره با بانک مرکزی شدند.
تعاونی اعتبار میزان پس از جنجال‌های فراوان مرتبط با پرونده پدیده شاندیز در خرداد ۱۳۹۴ منحل شد. بعدتر اعلام شد که طی تفاهمی کلیه امور مربوط به تعاونی اعتبار میزان به بانک صادرات ایران واگذار می‌شود.

### مؤسسه‌های مالی تبدیل‌شده به بانک
- مؤسسه مالی و اعتباری سینا به بانک سینا تغییر نام یافت. (مؤسسه مالی و اعتباری بنیاد سابق) (وابسته به بنیاد مستضعفان انقلاب اسلامی)
- مؤسسه مالی و اعتباری انصار به بانک انصار تغییر نام یافت. (صندوق پس‌انداز و قرض الحسنه انصار المجاهدین سابق) (وابسته به بنیاد تعاون سپاه پاسداران)[۲۴][۲۵]
- مؤسسه مالی و اعتباری ایرانیان به بانک حکمت ایرانیان تغییر نام یافت. (وابسته به بنیاد تعاون ارتش جمهوری اسلامی ایران، بتاجا)[۲۶][۲۷]
- مؤسسه مالی و اعتباری مولی الموحدین به بانک ایران زمین تغییر نام یافت.
- مؤسسه مالی و اعتباری قوامین به بانک قوامین تغییر نام یافت. (وابسته به ناجا)[۲۸]
مؤسسه مالی و اعتباری اعتماد ایرانیان که فاقد مجوز از بانک مرکزی بود،[۲۹] به دستور این بانک منحل و در بانک قوامین ادغام شد. البته این حکم در دادگاه محل مناقشه بوده‌است.[۳۰][۳۱][۳۲]
- مؤسسه مالی و اعتباری صالحین و مؤسسه مالی و اعتباری آتی[۳۳] و بانک تات ادغام شدند و بانک آینده را شکل دادند.[۳۴]

#### بانک در شرف تأسیس
- مؤسسه مالی و اعتباری مهر به بانک مهر اقتصاد در شرف تأسیس تغییر نام یافت. (صندوق قرض الحسنه بسیجیان سابق) (وابسته به بنیاد تعاون سازمان بسیج مستضعفین)[۳۵][۳۶]

## توضیحات
1. ↑  موافقت اصولی به معنی موافقت کتبی بانک مرکزی با تقاضای اولیه تأسیس مؤسسهٔ اعتباری است.[۱]
2. ↑  عملیات بانکی یعنی دریافت سپرده و به‌کارگیری آن به شکل اعطای تسهیلات یا ایجاد اعتبار در چارچوب قانون پولی بانکی کشور، قانون عملیات بانکی بدون ربا و مصوبات شورای پول و اعتبار[۱]